# Jeralean Talley
Jeralean Talley, född Kurtz 23 maj 1899 i Montrose, Georgia, död 17 juni 2015 i Inkster, Michigan, var en amerikansk kvinna som vid sin död var den äldsta levande människan i världen.
Talley och hennes tio (överlevande) syskon tillbringade en stor del av sin barndom med att hjälpa till på sina föräldrars gård som bomulls- och jordnötsplockare. Hon flyttade till Inkster i Michigan 1935 och träffade sin blivande make Alfred Talley (född 30 januari 1893) nästa år, och fick med honom dottern Thelma 1937. Hon blev änka den 17 oktober 1988 då Alfred gick bort.
Talley förblev aktiv även under senare delen av sitt liv genom att sy kläder och andra hemtillbehör samt spela på kasino. Hon var en aktiv bowlare till 104 års ålder då hon kände att benen inte längre orkade med.
Talley var en ivrig kyrkobesökare och var i sin hemkyrka, New Jerusalem Missonary Baptist Church, känd som "Moder Talley". När hon fyllde 114 år hedrade kyrkan henne genom att namnge sin uppfart efter henne.
Hon levde efter den gyllene regeln: "Behandla andra såsom du själv vill bli bemött". Hon var känd i sin omgivning för sin visdom och kvickhet. Hon rådde människor att använda sunt förnuft och sade "Jag har inte mycket utbildning men jag måste försöka använda det lilla vett jag har".
Talley antogs ha blivit den äldsta levande personen i USA den 21 mars 2013, bara 9 veckor före sin 114-årsdag, efter den 48 dagar äldre Elsie Thompsons död (bara 15 dagar före sin 114-årsdag den 5 april). Gerontology Research Group verifierade dock senare (möjligen av misstag) Gertrude Weaver som den äldsta amerikanen, som verifierades vara född 1898 och den äldsta levande personen i världen i sex dagar efter 117-åriga japanskan Misao Okawas död 31 mars (1 april japansk tid) 2015 till sin egen död 6 april 2015 då Talley blev den äldsta levande personen. Talley avled i sömnen den 17 juni 2015, 116 år och 25 dagar gammal, och var vid sin död den dittills yngsta av endast 9 (icke-ifrågasatt verifierade) personer (varav 8 kvinnor) som blivit minst 116 år gamla, och efterträddes som världens äldsta levande person av den 44 dagar yngre Susannah Mushatt Jones, som därmed tillsammans med italienskan Emma Morano blev en av bara två än levande före 1900 födda personer.